# چوکالی
چوکالی (به لاتین: Chukaly) یک منطقهٔ مسکونی در روسیه است که در باشقیرستان واقع شده‌است.